# Androsace alaskana
Androsace alaskana là một loài thực vật có hoa trong họ Anh thảo. Loài này được Coville & Standl. ex Hultén mô tả khoa học đầu tiên năm 1948.